# HD214484
HD214484 — хімічно пекулярна зоря спектрального класу A1, що має видиму зоряну величину в смузі V приблизно  5,7.
Вона  розташована на відстані близько 434,9 світлових років від Сонця.